# Chabora
Azeta là một chi bướm đêm thuộc họ Noctuidae.